# Liste der Nummer-eins-Hits in Österreich (2025)
Dies ist eine Liste der Nummer-eins-Hits in Österreich im Jahr 2025. Sie basiert auf den Top 75 der österreichischen Charts bei den Singles und bei den Alben. Ende März wechselte der Veröffentlichungstag der Charts von Dienstag zu Freitag.

## Singles
| ← 2024 ← | Liste der Nummer-eins-Hits in Österreich | Liste der Nummer-eins-Hits in Österreich | Liste der Nummer-eins-Hits in Österreich | |
| \| Zeitraum \| Wo. ges. \| Interpret \| Titel Autor(en) \| Zusätzliche Informationen \| \| (Zeitraum, Wochen auf Platz eins, Interpret, Titel, Autor[en], zusätzliche Informationen) \| \| \| \| \| \| ----------------------------------------------------------------------------------------- \| -------- \| --------------------------- \| ------------------------------------------------------------------------------------------------------------------------------------------------------------------------------------------------------------------------------------------ \| ------------------------------------------------------------------------------------------------------------------------------------------------------------------------------------------------------------------------------------------ \| \| 31. Dezember 2024 – 6. Januar 2025 1 Woche (insgesamt 7) \| 7 \| Wham! \| Last Christmas George Michael \| – \| \| 7. Januar 2025 – 10. Februar 2025 5 Wochen \| 5 \| Rosé & Bruno Mars \| Apt. Theron Makiel Thomas, Philip Martin Lawrence II, Michael Donald Chapman, Peter Gene Hernandez, Christopher Steven Brown, Rogét Lufti Chahayed, Park Chae-young, Nicholas Barry Chinn, Omer Fedi, Henry Russell Walter, Amy Rose Allen \| Für Bruno Mars ist es der zweite Nummer-eins-Hit in den österreichischen Charts. Rosé steht zum ersten Mal an der Spitze. \| \| 11. Februar 2025 – 17. April 2025 9 Wochen (insgesamt 10) \| 10 \| Oimara \| Wackelkontakt Andreas Frei, Beni Hafner, Niklas Nubel, Matthias Riegler \| In der siebten Woche an der Spitze der Charts wechselte der Veröffentlichungstag der Charts von Dienstag zu Freitag, weshalb diese Chartwoche offiziell nur drei Tage lang verweilte. Ausgewertet wurde trotzdem die vollwertige Vorwoche. \| \| 18. April 2025 – 24. April 2025 1 Woche \| 1 \| Nina Chuba \| Unsicher Flo August, Nina Kaiser \| Für Nina Chuba ist es der zweite Nummer-eins-Hit in den österreichischen Charts. \| \| 25. April 2025 – 8. Mai 2025 2 Wochen (insgesamt 12) \| 12 \| Alex Warren \| Ordinary Alexander Warren Hughes, Adam Yaron, Caleb Shapiro, Margaret Elizabeth Chapman \| – \| \| 9. Mai 2025 – 22. Mai 2025 2 Wochen \| 2 \| Pashanim feat. Ceren \| Shabab(e)s im VIP Can David Bayram, Yueksal Ceren, Paul L. Speckmann \| – \| \| 23. Mai 2025 – 5. Juni 2025 2 Wochen \| 2 \| JJ \| Wasted Love JJ, Teodora Špirić, Thomas Thurner \| Nach seinem Sieg beim Eurovision Song Contest 2025 in Basel erreicht der österreichische Beitrag Platz eins der einheimischen Charts. \| \| 6. Juni 2025 – 10. Juli 2025 5 Wochen (insgesamt 12) \| 12 \| Alex Warren \| Ordinary Alexander Warren Hughes, Adam Yaron, Caleb Shapiro, Margaret Elizabeth Chapman \| – \| \| 11. Juli 2025 – 17. Juli 2025 1 Woche \| 1 \| RAF Camora feat. Apache 207 \| Jupiter RAF Camora, Apache 207 u. a. \| Für RAF Camora ist es bereits der 21. Nummer-eins-Hit in den österreichischen Charts, womit er seinen Rekord als Interpret mit den meisten Spitzenreitern weiter ausbaut. Apache 207 steht zum fünften Mal an der Spitze. \| \| 18. Juli 2025 – 21. August 2025 5 Wochen (insgesamt 12) \| 12 \| Alex Warren \| Ordinary Alexander Warren Hughes, Adam Yaron, Caleb Shapiro, Margaret Elizabeth Chapman \| – \| |                                          |                                          | | |
| ← 2024 |                                          |                                          | | |
| Zeitraum | Wo. ges.                                 | Interpret                                | Titel Autor(en) | Zusätzliche Informationen |
| (Zeitraum, Wochen auf Platz eins, Interpret, Titel, Autor[en], zusätzliche Informationen) |                                          |                                          | | |
| 31. Dezember 2024 – 6. Januar 2025 1 Woche (insgesamt 7) | 7                                        | Wham!                                    | Last Christmas George Michael | – |
| 7. Januar 2025 – 10. Februar 2025 5 Wochen | 5                                        | Rosé & Bruno Mars                        | Apt. Theron Makiel Thomas, Philip Martin Lawrence II, Michael Donald Chapman, Peter Gene Hernandez, Christopher Steven Brown, Rogét Lufti Chahayed, Park Chae-young, Nicholas Barry Chinn, Omer Fedi, Henry Russell Walter, Amy Rose Allen | Für Bruno Mars ist es der zweite Nummer-eins-Hit in den österreichischen Charts. Rosé steht zum ersten Mal an der Spitze. |
| 11. Februar 2025 – 17. April 2025 9 Wochen (insgesamt 10) | 10                                       | Oimara                                   | Wackelkontakt Andreas Frei, Beni Hafner, Niklas Nubel, Matthias Riegler | In der siebten Woche an der Spitze der Charts wechselte der Veröffentlichungstag der Charts von Dienstag zu Freitag, weshalb diese Chartwoche offiziell nur drei Tage lang verweilte. Ausgewertet wurde trotzdem die vollwertige Vorwoche. |
| 18. April 2025 – 24. April 2025 1 Woche | 1                                        | Nina Chuba                               | Unsicher Flo August, Nina Kaiser | Für Nina Chuba ist es der zweite Nummer-eins-Hit in den österreichischen Charts. |
| 25. April 2025 – 8. Mai 2025 2 Wochen (insgesamt 12) | 12                                       | Alex Warren                              | Ordinary Alexander Warren Hughes, Adam Yaron, Caleb Shapiro, Margaret Elizabeth Chapman | – |
| 9. Mai 2025 – 22. Mai 2025 2 Wochen | 2                                        | Pashanim feat. Ceren                     | Shabab(e)s im VIP Can David Bayram, Yueksal Ceren, Paul L. Speckmann | – |
| 23. Mai 2025 – 5. Juni 2025 2 Wochen | 2                                        | JJ                                       | Wasted Love JJ, Teodora Špirić, Thomas Thurner | Nach seinem Sieg beim Eurovision Song Contest 2025 in Basel erreicht der österreichische Beitrag Platz eins der einheimischen Charts. |
| 6. Juni 2025 – 10. Juli 2025 5 Wochen (insgesamt 12) | 12                                       | Alex Warren                              | Ordinary Alexander Warren Hughes, Adam Yaron, Caleb Shapiro, Margaret Elizabeth Chapman | – |
| 11. Juli 2025 – 17. Juli 2025 1 Woche | 1                                        | RAF Camora feat. Apache 207              | Jupiter RAF Camora, Apache 207 u. a. | Für RAF Camora ist es bereits der 21. Nummer-eins-Hit in den österreichischen Charts, womit er seinen Rekord als Interpret mit den meisten Spitzenreitern weiter ausbaut. Apache 207 steht zum fünften Mal an der Spitze.                  |
| 18. Juli 2025 – 21. August 2025 5 Wochen (insgesamt 12) | 12                                       | Alex Warren                              | Ordinary Alexander Warren Hughes, Adam Yaron, Caleb Shapiro, Margaret Elizabeth Chapman | – |

## Alben
| ← 2024 ← | Liste der Nummer-eins-Alben in Österreich | Liste der Nummer-eins-Alben in Österreich | Liste der Nummer-eins-Alben in Österreich |                           |
| \| Zeitraum \| Wo. ges. \| Interpret \| Titel \| Zusätzliche Informationen \| \| (Zeitraum, Wochen auf Platz eins, Interpret, Titel, zusätzliche Informationen) \| \| \| \| \| \| ------------------------------------------------------------------------------ \| -------- \| ------------------------------------- \| -------------------------------- \| ------------------------- \| \| 31. Dezember 2024 – 6. Januar 2025 1 Woche (insgesamt 8) \| 8 \| Michael Bublé \| Christmas \| – \| \| 7. Januar 2025 – 20. Januar 2025 2 Wochen (insgesamt 6) \| 6 \| Linkin Park \| From Zero \| – \| \| 21. Januar 2025 – 27. Januar 2025 1 Woche \| 1 \| Melissa Naschenweng \| Alpenbarbie \| – \| \| 28. Januar 2025 – 3. Februar 2025 1 Woche \| 1 \| Wiener Philharmoniker & Riccardo Muti \| Neujahrskonzert 2025 \| – \| \| 4. Februar 2025 – 10. Februar 2025 1 Woche \| 1 \| Central Cee \| Can’t Rush Greatness \| – \| \| 11. Februar 2025 – 17. Februar 2025 1 Woche (insgesamt 2) \| 2 \| Rainhard Fendrich \| Wimpernschlag \| – \| \| 18. Februar 2025 – 24. Februar 2025 1 Woche \| 1 \| Roland Kaiser \| Marathon \| – \| \| 25. Februar 2025 – 3. März 2025 1 Woche (insgesamt 2) \| 2 \| Rainhard Fendrich \| Wimpernschlag \| – \| \| 4. März 2025 – 10. März 2025 1 Woche \| 1 \| Tate McRae \| So Close to What \| – \| \| 11. März 2025 – 17. März 2025 1 Woche \| 1 \| Avantasia \| Here Be Dragons \| – \| \| 18. März 2025 – 24. März 2025 1 Woche \| 1 \| Lady Gaga \| Mayhem \| – \| \| 25. März 2025 – 27. März 2025 1 Woche \| 1 \| Playboi Carti \| Music \| – \| \| 28. März 2025 – 3. April 2025 1 Woche \| 1 \| Fantasy \| Willkommen im Wunderland \| – \| \| 4. April 2025 – 10. April 2025 1 Woche \| 1 \| Arch Enemy \| Blood Dynasty \| – \| \| 11. April 2025 – 17. April 2025 1 Woche \| 1 \| Zartmann \| Schönhauser EP \| – \| \| 18. April 2025 – 24. April 2025 1 Woche \| 1 \| Edmund \| Legende \| – \| \| 25. April 2025 – 1. Mai 2025 1 Woche (insgesamt 6) \| 6 \| Linkin Park \| From Zero \| – \| \| 2. Mai 2025 – 8. Mai 2025 1 Woche \| 1 \| Ghost \| Skeletá \| – \| \| 9. Mai 2025 – 15. Mai 2025 1 Woche \| 1 \| Pink Floyd \| Pink Floyd at Pompeii – MCMLXXII \| – \| \| 16. Mai 2025 – 22. Mai 2025 1 Woche \| 1 \| Sleep Token \| Even in Arcadia \| – \| \| 23. Mai 2025 – 29. Mai 2025 1 Woche (insgesamt 6) \| 6 \| Linkin Park \| From Zero \| – \| \| 30. Mai 2025 – 5. Juni 2025 1 Woche \| 1 \| Sarah Connor \| Freigeistin \| – \| \| 6. Juni 2025 – 12. Juni 2025 1 Woche \| 1 \| Miley Cyrus \| Something Beautiful \| – \| \| 13. Juni 2025 – 19. Juni 2025 1 Woche \| 1 \| Volbeat \| God of Angels Trust \| – \| \| 20. Juni 2025 – 26. Juni 2025 1 Woche \| 1 \| Seiler und Speer \| Hödn \| – \| \| 27. Juni 2025 – 3. Juli 2025 1 Woche (insgesamt 2) \| 2 \| Andrea Berg \| Andrea Berg \| – \| \| 4. Juli 2025 – 10. Juli 2025 1 Woche \| 1 \| Lorde \| Virgin \| – \| \| 11. Juli 2025 – 17. Juli 2025 1 Woche \| 1 \| Pupo \| Insieme \| – \| \| 18. Juli 2025 – 24. Juli 2025 1 Woche \| 1 \| Justin Bieber \| Swag \| – \| \| 25. Juli 2025 – 31. Juli 2025 1 Woche \| 1 \| Amigos \| Lebe jetzt \| – \| \| 1. August 2025 – 7. August 2025 1 Woche \| 1 \| Gzuz \| Scherbenhaus \| – \| \| 8. August 2025 – 21. August 2025 2 Wochen \| 2 \| (Soundtrack) \| Kpop Demon Hunters \| – \| |                                           |                                           |                                           |                           |
| ← 2024 |                                           |                                           |                                           |                           |
| Zeitraum | Wo. ges.                                  | Interpret                                 | Titel                                     | Zusätzliche Informationen |
| (Zeitraum, Wochen auf Platz eins, Interpret, Titel, zusätzliche Informationen) |                                           |                                           |                                           |                           |
| 31. Dezember 2024 – 6. Januar 2025 1 Woche (insgesamt 8) | 8                                         | Michael Bublé                             | Christmas                                 | –                         |
| 7. Januar 2025 – 20. Januar 2025 2 Wochen (insgesamt 6) | 6                                         | Linkin Park                               | From Zero                                 | –                         |
| 21. Januar 2025 – 27. Januar 2025 1 Woche | 1                                         | Melissa Naschenweng                       | Alpenbarbie                               | –                         |
| 28. Januar 2025 – 3. Februar 2025 1 Woche | 1                                         | Wiener Philharmoniker & Riccardo Muti     | Neujahrskonzert 2025                      | –                         |
| 4. Februar 2025 – 10. Februar 2025 1 Woche | 1                                         | Central Cee                               | Can’t Rush Greatness                      | –                         |
| 11. Februar 2025 – 17. Februar 2025 1 Woche (insgesamt 2) | 2                                         | Rainhard Fendrich                         | Wimpernschlag                             | –                         |
| 18. Februar 2025 – 24. Februar 2025 1 Woche | 1                                         | Roland Kaiser                             | Marathon                                  | –                         |
| 25. Februar 2025 – 3. März 2025 1 Woche (insgesamt 2) | 2                                         | Rainhard Fendrich                         | Wimpernschlag                             | –                         |
| 4. März 2025 – 10. März 2025 1 Woche | 1                                         | Tate McRae                                | So Close to What                          | –                         |
| 11. März 2025 – 17. März 2025 1 Woche | 1                                         | Avantasia                                 | Here Be Dragons                           | –                         |
| 18. März 2025 – 24. März 2025 1 Woche | 1                                         | Lady Gaga                                 | Mayhem                                    | –                         |
| 25. März 2025 – 27. März 2025 1 Woche | 1                                         | Playboi Carti                             | Music                                     | –                         |
| 28. März 2025 – 3. April 2025 1 Woche | 1                                         | Fantasy                                   | Willkommen im Wunderland                  | –                         |
| 4. April 2025 – 10. April 2025 1 Woche | 1                                         | Arch Enemy                                | Blood Dynasty                             | –                         |
| 11. April 2025 – 17. April 2025 1 Woche | 1                                         | Zartmann                                  | Schönhauser EP                            | –                         |
| 18. April 2025 – 24. April 2025 1 Woche | 1                                         | Edmund                                    | Legende                                   | –                         |
| 25. April 2025 – 1. Mai 2025 1 Woche (insgesamt 6) | 6                                         | Linkin Park                               | From Zero                                 | –                         |
| 2. Mai 2025 – 8. Mai 2025 1 Woche | 1                                         | Ghost                                     | Skeletá                                   | –                         |
| 9. Mai 2025 – 15. Mai 2025 1 Woche | 1                                         | Pink Floyd                                | Pink Floyd at Pompeii – MCMLXXII          | –                         |
| 16. Mai 2025 – 22. Mai 2025 1 Woche | 1                                         | Sleep Token                               | Even in Arcadia                           | –                         |
| 23. Mai 2025 – 29. Mai 2025 1 Woche (insgesamt 6) | 6                                         | Linkin Park                               | From Zero                                 | –                         |
| 30. Mai 2025 – 5. Juni 2025 1 Woche | 1                                         | Sarah Connor                              | Freigeistin                               | –                         |
| 6. Juni 2025 – 12. Juni 2025 1 Woche | 1                                         | Miley Cyrus                               | Something Beautiful                       | –                         |
| 13. Juni 2025 – 19. Juni 2025 1 Woche | 1                                         | Volbeat                                   | God of Angels Trust                       | –                         |
| 20. Juni 2025 – 26. Juni 2025 1 Woche | 1                                         | Seiler und Speer                          | Hödn                                      | –                         |
| 27. Juni 2025 – 3. Juli 2025 1 Woche (insgesamt 2) | 2                                         | Andrea Berg                               | Andrea Berg                               | –                         |
| 4. Juli 2025 – 10. Juli 2025 1 Woche | 1                                         | Lorde                                     | Virgin                                    | –                         |
| 11. Juli 2025 – 17. Juli 2025 1 Woche | 1                                         | Pupo                                      | Insieme                                   | –                         |
| 18. Juli 2025 – 24. Juli 2025 1 Woche | 1                                         | Justin Bieber                             | Swag                                      | –                         |
| 25. Juli 2025 – 31. Juli 2025 1 Woche | 1                                         | Amigos                                    | Lebe jetzt                                | –                         |
| 1. August 2025 – 7. August 2025 1 Woche | 1                                         | Gzuz                                      | Scherbenhaus                              | –                         |
| 8. August 2025 – 21. August 2025 2 Wochen | 2                                         | (Soundtrack)                              | Kpop Demon Hunters                        | –                         |